# Bernard Fokke
Pour les articles homonymes, voir Fokke.
Bernard ou Barend Fokke, parfois connu sous le nom de Barend Fockesz, est un capitaine frison du XVIIe siècle de la Compagnie néerlandaise des Indes orientales. Il était réputé pour la vitesse incroyable de ses voyages de la République néerlandaise à l'île de Java. Par exemple, en 1678, il parcourut la distance en 3 mois et 4 (ou 10) jours, livrant au gouverneur Rijckloff van Goens une pile de lettres à partir desquelles le temps de trajet pouvait être confirmé. Plus tard, une statue de lui fut érigée sur la petite île de Kuipertje, près du port de Batavia (actuelle Djakarta). La statue a été détruite par les Anglais en 1808.
Ses voyages très rapides ont amené ses contemporains à soupçonner qu'il était aidé par le Diable. Il est souvent considéré comme ayant inspiré le légendaire capitaine du Hollandais volant, le célèbre navire fantôme condamné à naviguer éternellement sur les mers.